# Lupinus huariacus
Lupinus huariacus är en ärtväxtart som beskrevs av Charles Piper Smith. Lupinus huariacus ingår i släktet lupiner, och familjen ärtväxter. Inga underarter finns listade i Catalogue of Life.